# Ginette Vagenheim

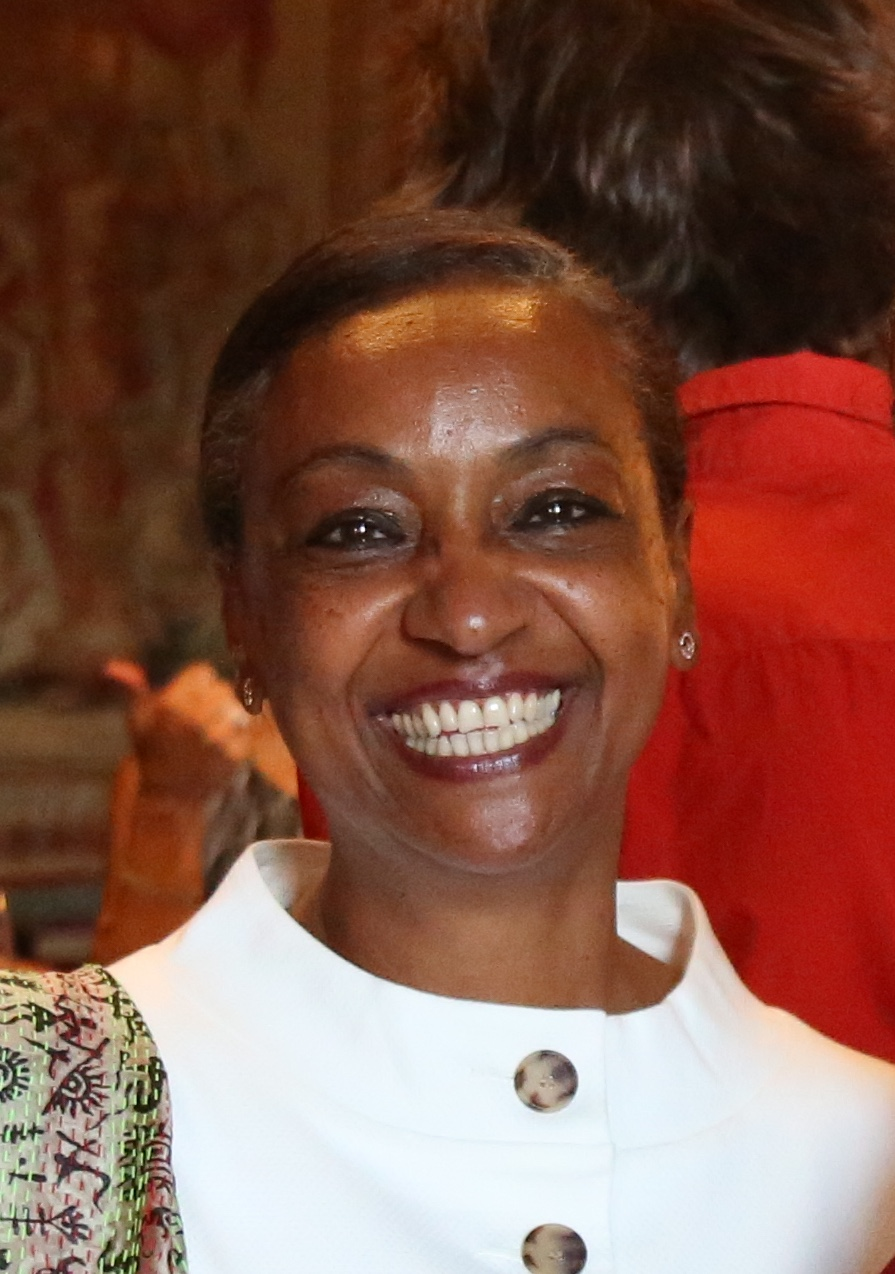
Ginette Vagenheim, enseignante-chercheuse à l'Université de Rouen-Normandie

Ginette Vagenheim (née en 1961) est une universitaire française, enseignante-chercheuse  en langue et littérature latines  à l’Université de Rouen-Normandie  (Département d’Humanité et Monde Contemporain) depuis 1995, habilitée à diriger des recherches (HDR) depuis 2003 et membre honoraire de l'Institut universitaire de France (IUF, depuis 2001-).Elle est spécialiste de la réception de la culture classique à la Renaissance, et notamment de Pirro Ligorio, successeur et émule de Michel-Ange, dont elle est une spécialiste de renommée internationale (Pirro Ligorio's worlds, Leiden, Brill 2019, avec F. Loffredo).

## Biographie
Ginette, Renée, Flore Vagenheim est née le 8 mars 1961 à Kabgayi au Rwanda de père franco-rwandais, Pierre Henri Vagenheim et de mère belgo-burundaise, Aline Robert. Elle est mère de l’artiste Lucie Vagenheim Fasano, née le 29 novembre 1998 (finaliste The Voice 2017 et actuellement soprano 2 dans le chœur Vox, Sydney Opera).
Elle étudie à l’Université catholique de Louvain-la-Neuve où elle obtient en 1985 une licence et une agrégation belge en philologie classique. Elle poursuit ses études  à l'Università cattolicà del Sacro cuore à Milan , où elle obtient, en 1987, un Master en philologie des textes médiévaux et de la Renaissance sous la direction du Professeur  Giuseppe Billanovich. En 1990, elle est reçue, à la première place, au concours d'entrée du doctorat de la Scuola Normale Superiore de Pise et obtient son doctorat, avec le vote maximal,  en histoire de l’art et d’archéologie anciennes, sous la supervision des Professeurs  Augusto Campana, Paolo Barocchi et Salvatore Settis.
Ginette Vagenheim o obtenu des bourses de recherche au  sein des plus prestigieuses institutions internationales dont la Columbia University of New York City ( Italian Academy), la Harvard University ( Villa I Tatti à Florence et Dumbarton Oaks à Washington), le Center for Advanced Study on Visual arts (CASVA) à la National Gallery of Art de Washington, le Getty Center for Humanities à Los Angeles;le collège Clare Hall à Cambridge dont elle est Life member, le Warburg Institute à Londres ; le Scaliger Institute à Leiden ; la Herzog-August Bibliothek à Wolfenbüttel.Elle est chercheuse résidente à l'école française de Rome de mai à juillet 2019.
Elle a également été visting professour pour enseigner en doctorat à l'Université de Saint Marin et à l'Université de Florence (San Gimignano).
Elle est actuellement membre du European Research Council (ERC), comme experte en SH5 (2021-).

## Responsabilités politiques
Ginette Vagenheim a été conseillère de deux de ses ministres de tutelle, en 2008,  de Madame Valérie Pécresse, Ministre de l'enseignement supérieur et la recherche comme  cheffe de la MIPADI (Mission pour la parité et la lutte contre les discriminations)  dans l'administration centrale et en 2011-2012, au sein du Cabinet de Monsieur François Sauvadet, Ministre de la Fonction publique, comme conseillère pour l'égalité des femmes et des hommes dans la Haute Fonction Publique dans le cadre de la Loi Sauvadet du 12 mars 2012.

## Travaux
Ginette Vagenheim  a publié plus de 150 de contributions dans des revues académiques internationales de catégorie A, dans les domaines des études archéologiques  (notamment sur Pirro Ligorio) et de l'histoire de l'érudition classique à la Renaissance, de l'histoire de l'épigraphie à la Renaissance et de l'historiographie au XIXe siècle (voir le site de ERIAC de l'Université de Rouen-Normandie et ses articles sur Archives -Hal). Deux de ses articles, particulièrement remarqués par la critique, portent sur l'exégèse philologique du célèbre passage de la volière de Varron (116-27 avant J.C.)  dans le livre III du "De re rustica" ( RFIC,2017) et d'un passage du "De Urinis" de l'auteur byzantin Theophilus (Early Science and Medicine, 2019). Elle est membre de plusieurs comités de rédaction et de lecture : Les Mélanges de l' Ecole française de Rome (Rome-Paris), Latomus (Bruxelles), La Revue des études anciennes (Paris); la Revue des études latines (Paris); Les cahiers de la Renaissance (Paris), Aevum (Milan), et Corpus delle opere firmate del Medioevo Italiano (Scuola Normale Superiore di Pisa.
Elle participe à plusieurs projets européens : le comité pour la publication des œuvres de Pirro Ligorio ; le comité pour le projet "manuscripta epigraphica et manus epigraphicae" de l'Universitat autonòma de Barcelona ; le séminaire international "L'antiquaria e i suoi metodi" de la Scuola Normale Superiore di Pisa-Università degli studi di Firenze ; le comité pour le bicentenaire de la mort de Gaetano Marini de la Bibiloteca Apostolica del Vaticano ; le comité pour la publication et l'étude des textes humanistes de Paris-IV Sorbonne ; et le comité pour le développement des corpus épigraphiques de la Société française d'épigraphie romaine et de Rome.

## Publications

### Livres
- L’Italie et la France dans l’Europe latine du XIVe au XVIIe siècle. Influence, imitation, traduction. Ed. G. Vagenheim- M. Deramaix, Rouen, Publications des Universités de Rouen et du Havre, 2006.
- Les académies dans l’Europe humaniste. Idéaux et pratiques. Ed. G. Vagenheim- M. Deramaix, P. Galand-Hallyn et J. Vignes «Travaux d’humanisme et de Renaissance», CDXLI, Genève, Droz, 2008.
- L’or et le calame. Liber discipulorum. Hommage à Pierre Laurens. Ed. G. Vagenheim, Florence Wuilleumier-Laurens, Presses de l’Université de Paris-Sorbonne, 2015.
- Pirro Ligorio’s worlds. Antiquarianis amd Classical Erudition in the Late Renaissance. Ed. G. Vagenheim- Fernando Loffredo, Brill 2019[3].

### Articles
- voir toutes les publications sur hal.archives-ouvertes.fr et ERIAC (Université de Rouen-Normandie
- Some Newly-Discovered Works by Pirro Ligorio, Journal of the Warburg and Courtauld Institute 51, 1988, pp.242-245
- Les inscriptions ligoriennes. Remarques sur la tradition manuscrite, Italia Medioevale e Umanisitica 30, 1987, pp. 199-309
- Pirro Ligorio et la découverte d'un plan ichnographique gravé sur marbre (CIL VI 9015), Mélanges de l’École française de Rome 103, 1991, 2, pp.575-587)[4]
- Appunti sulla tradizione manoscritta delle epigrafi : esempi bresciani di Pirro Ligorio, Epigraphica 53, 1991, pp.175-213.)
- La collaboration de Benedetto Egio aux Antichità romane de Pirro Ligorio : à propos des inscriptions grecques, Annali delle Scuola Normale Superiore de Pisa 2007, pp. 205-224).
- « Un "faux" sur porphyre. Aventures et avatars de IG XII,3,331 », Zeitschrift für Papyrologie and Epigraphik 151, 2005, pp. 105-26, en coll. Avec H.Cuvigny)
- Le rôle des inscriptions latines dans l’édition des textes classiques à la Renaissance (Revue des Études latines )
- Retour sur Pirro Ligorio et Francesco Contini à Tivoli : le plan de la Villa d’Hadrien et son explication (Dechiaratione), Presses universitaires de Paris-IV-Sorbonne 2008, pp. 79-91)[5].

## Prix et distinctions
- Prix “Jeunes chercheurs” du Rotary Club de Pise
- Membre junior de l'Institut Universitaire de France (IUF)
- Life Member Clare Hall Cambridge
- Fellow de l'Université Harvard
- Fellow de l'Italian Academy of the Columbia University in New York (2014)
- Fellow de la CASVA National Gallery of Art Washington DC (2015-2017)